# Physostigma coriaceum
Physostigma coriaceum är en ärtväxtart som beskrevs av Hermann Merxmüller. Physostigma coriaceum ingår i släktet Physostigma och familjen ärtväxter. Inga underarter finns listade i Catalogue of Life.